# Heinrich Kron
Heinrich Kron (* 25. Mai 1923 in Kaiserslautern; † 11. September 2007 in Landau) war ein evangelischer Theologe. Er war von 1975 bis 1988 Kirchenpräsident der Evangelischen Kirche der Pfalz (Protestantische Landeskirche).

## Leben und Werdegang
Kron wurde als Sohn des Kirchendieners Johann Kron und dessen Gattin Elisabeth geb. Wenz geboren. Nach Besuch der Volksschule besuchte er das Gymnasium in seiner Heimatstadt, wo er 1942 das Abitur ablegte. Anschließend studierte er Evangelische Theologie an den Universitäten Montpellier und Mainz. Ab 1950 war Kron Vikar und ab 1954 Pfarrer in Neuhofen (Pfalz) und später in Kaiserslautern-West. 1965 wurde er zum Dekan des Kirchenbezirks Landau in der Pfalz gewählt, bevor er 1974 zum Oberkirchenrat in das Landeskirchenamt der Evangelischen Kirche der Pfalz nach Speyer berufen wurde. Seit 1967 war er auch Mitglied der pfälzischen Landessynode.
1975 wählte die Landessynode der Evangelischen Kirche der Pfalz Kron im dritten Wahlgang gegen seinen Mitbewerber Heinz Kronauer zum Kirchenpräsidenten und damit zum Nachfolger von Walter Ebrecht, der in den Ruhestand trat und gegen den Kron bereits 1969 bei dessen Wahl kandidiert hatte. Damals hatte Kron seine Kandidatur nach 12 Wahlgängen zurückgezogen. Infolge einer Verfassungsänderung war Kron 1975 der erste Kirchenpräsident der Pfalz, der nach sieben Jahren zur Wiederwahl antreten musste. Er wurde dabei 1982 im dritten Wahlgang in seinem Amt bestätigt. Nach Erreichen der Altersgrenze trat Kron 1988 in den Ruhestand; zu seinem Nachfolger wählte die Landessynode Werner Schramm.
Kron war verheiratet mit Helgard geb. Klink und hatte einen Sohn und eine Tochter.

## Ehrenämter
Kron war seit 1960 Vorsitzender des Pfälzischen Pfarrvereins und ab 1969 des Verbandes der Evangelischen Pfarrvereine in Deutschland. 1973 gehörte er auch der Synode der EKD an.

## Auszeichnungen
Kron erhielt 1983 das Große Bundesverdienstkreuz und 1988 das Verdienstkreuz mit Stern.